# Becca Motta
La Becca Motta est une montagne de France située en Savoie, dans le massif de la Vanoise.

## Géographie
Le sommet qui s'élève à 3 042 mètres d'altitude est situé sur l'arête nord-ouest qui descend du Grand Bec (3 399 m). Il est entouré du glacier de Becca Motta au sud-est et de la pointe de Méribel (2 830 m) à l'ouest. À ses pieds au nord se trouve le refuge du Plan des Gouilles (2 350 m).
La montagne est formée du socle de micaschistes et quartzite du Paléozoïque.

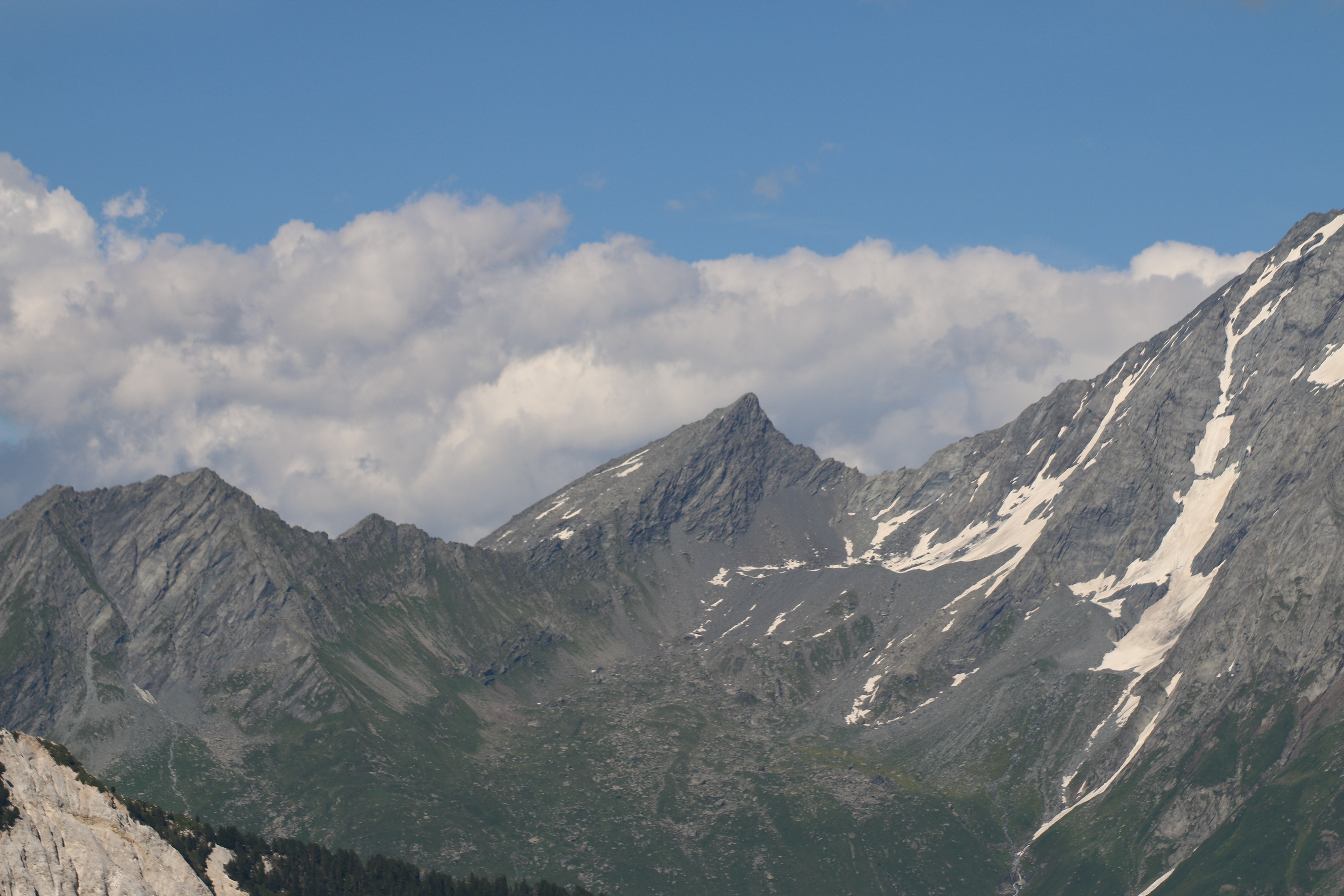
Vue de la Becca Motta depuis l'altiport de Courchevel.